# 王鳴韶
王鳴韶（1732年—1789年），原名廷諤，字夔律，號鶴谿，江蘇太倉州嘉定縣人。
王鳴盛之弟。善於詩，工書畫，與王三錫、王廷元、王廷周並稱“後四王”。王鳴盛入京任官，由王鳴韶獨養雙親，好旅行，每有名勝必前往遊覽。嘗以畫卷寄邵圮，由錢大昕題其後，有“石谷（王翬）密緻，墨井（吳歷）超逸，兼而有之”語。王鳴盛選輯《江左十二子詩》，列王鳴韶於其中，論者不以為私。錢大昕早年入贅王家，舉業不順遂，稍受妻族白眼，只有王鳴韶待他如親人。
乾隆五十四年（1789年）十月卒，年五十八。